# Maria Aliókhina
Maria Vladimirovna "Masha" Alyokhina (en rus Мария Владимировна "Маша" Алёхина; nascuda el 6 de juny de 1988) és una activista política russa membre del grup de punk rock anti-Putin Pussy Riot.

## Primers anys de vida
Alyokhina va néixer el 6 de juny de 1988 a Moscou, Rússia. La seva mare treballa com a programadora i el seu pare és professor de matemàtiques. Va ser criada per la seva mare i només va conèixer el seu pare als 21 anys. Durant la seva joventut va odiar el sistema educatiu rus i va canviar d'escola quatre vegades.
Desanimen la gent de pensar i fer preguntes, només t'ensenyen a seguir les normes i a sotmetre's sense explicacions ni, el més important, raonar. .. Evidentment això no m'agradava. A qui podria agradar-li?

## Carrera

### Detenció i acusació
El 17 d'agost de 2012, Alyokhina va ser condemnada per "hooliganisme motivat per l'odi religiós" per una actuació a la catedral de Crist Salvador de Moscou i condemnada a dos anys de presó. Ha estat reconeguda com a presa política per la Unió de Solidaritat amb els Presos Polítics. Amnistia Internacional la va nomenar presa de consciència per "la severitat de la resposta de les autoritats russes".
En el moment de la seva detenció, Alyokhina era estudiant de quart curs a l'Institut de Periodisme i Escriptura Creativa de Moscou, on va participar en una seqüència de tallers de literatura impartits pels poetes Dmitry Vedenyapin i Alexey Kubrik. També ella és poeta. A més, ha participat en l'activisme mediambiental amb Greenpeace Rússia, oposant-se a projectes de desenvolupament al bosc de Khimki, i va ser voluntària a l'Hospital Psiquiàtric Infantil de Moscou. És vegana i, segons es diu, es va ensorrar a causa de la fam durant el judici, ja que no li van oferir menjars vegans durant la detenció.

Alyokhina va tenir un paper actiu en el judici de Pussy Riot, va interrogar els testimonis i va qüestionar de manera agressiva els càrrecs i els procediments. Va dir en la seva declaració final:
Per a mi, aquest judici només té l'estatus d'un "anomenat" judici. I no tinc por de tu. No tinc por de la mentida i la ficció, del frau poc dissimulat de la sentència d'aquest anomenat tribunal. Perquè només em pots treure l'anomenada llibertat. I aquest és el tipus exacte que existeix ara a Rússia. Però ningú em pot treure la llibertat interior.
Alyokhina va ser alliberada de la presó el 23 de desembre de 2013 en virtut d'un projecte de llei d'amnistia aprovat per la Duma russa. Després de ser posada en llibertat, Alyokhina i Nadezhda Tolokonnikova, també membre de Pussy Riot, van anunciar la seva intenció de fer campanya pels drets dels presos a Rússia. El 6 de març de 2014, va ser agredida i ferida en un local de menjar ràpid per joves locals de Nizhny Novgorod juntament amb Tolokonnikova.
El 2013 Alyokhina i Tolokonnikova van fundar un mitjà de comunicació, MediaZona, que se centra en els sistemes penals i judicials russos.

### Detenció a Sotxi
El febrer de 2014, Maria Alyokhina i Nadezhda Tolokonnikova van ser detingudes per la policia al districte d'Adler de Sotxi en relació amb un presumpte robatori d'hotel. Van ser posades en llibertat sense càrrecs. El 19 de febrer van aparèixer imatges que mostraven Nadezhda Tolokonnikova i Maria Alyokhina atacades amb fuets de cavall pels cosacs que patrullaven Sotxi durant els Jocs Olímpics d'hivern de 2014.

### Detencions de 2021
El 23 de gener de 2021, Alyokhina va ser arrestada a Moscou i detinguda durant 48 hores per assistir a una protesta en suport del líder de l'oposició russa Alexei Navalny. Va ser acusada d'"infracció de les normes sanitàries i epidemiològiques", un delicte penal durant la pandèmia de la COVID-19. El 29 de gener, la membre de Pussy Riot, Nadezhda Tolokonnikova, va parlar de la situació d'Alyokhina, afirmant: "S'enfronta a càrrecs penals i dos anys de presó per animar la gent a anar a protestes a través de les xarxes socials. Aquesta és la cara de la Rússia de Putin. Clarament no tenen res més a fer que ficar a Pussy Riot dins la presó una vegada i una altra."
El 18 de març, el tribunal del districte de Basmanny de Moscou va ampliar l'arrest domiciliari d'Alyokhina fins al 23 de juny. El 23 de juny, Maria Alyokhina, juntament amb les companyes activistes de Pussy Riot, Lucy Shtein i Anna Kuzminykh, van ser condemnades a 15 dies de presó. Les activistes van ser declarades culpables de desobeir els agents de policia. El 8 de juliol, Alyokhina va ser novament detinguda després de la seva posada en llibertat i condemnada a 15 dies de presó més. El setembre de 2021, un tribunal de Moscou la va condemnar a un any de "restriccions a la llibertat" (una sentència semblant a la llibertat condicional).

### Detencions de 2022
El 7 de febrer de 2022, Alyokhina va ser detinguda de nou, a casa seva. El 27 de febrer de 2022, Alyokhina va ser arrestada una vegada més quan anava en taxi i transportada a la comissaria de policia.

### Vol des de Rússia
L'abril de 2022, Alyokhina va fugir de Rússia després que els funcionaris van anunciar que seria condemnada a una colònia penal, en lloc de romandre en arrest domiciliari. Amb l'ajuda d'amics, inclòs l'artista islandès Ragnar Kjartansson, Alyokhina va viatjar per Belarús i Lituània per arribar a Islàndia.

## Vida personal
Té un fill anomenat Filip, nascut el 2008, amb Nikita Demidov. El 2012, Alyokhina va declarar que es considera cristiana, però és crítica amb l'Església Ortodoxa Russa per la dura resposta a l'actuació de la Catedral de Crist Salvador de Pussy Riot. Actualment té una relació amb Lucy Shtein, membre de Pussy Riot.

## Premis i guardons
Va ser co-guanyadora del Premi Hannah Arendt de Pensament Polític (2014).

## En la cultura popular
Un documental que segueix els casos judicials de Pussy Riot, Pussy Riot: A Punk Prayer, va debutar al Festival de Cinema de Sundance de 2013.
El 2015, Alyokhina i la seva companya de banda de Pussy Riot Nadezhda Tolokonnikova van aparèixer com elles mateixes al capítol 29 de House of Cards, una popular sèrie de televisió nord-americana que s'emet a Netflix. Al programa, Alyokhina i Tolokonnikova van criticar durament una versió fictícia de Vladimir Putin per corrupció, mentre sopaven a la Casa Blanca.
El 2017 va publicar una memòria sobre el seu judici i el seu temps a la presó, titulada Riot Days.